# SAY YES (恰克與飛鳥單曲)
《SAY YES》是日本樂團恰克與飛鳥的第27張單曲。1991年7月24日發行。是恰克與飛鳥最著名的代表作，他們迄今為止銷量最高的單曲作品，在歷代單曲銷量中排行第7。1990年代日本電視劇主題曲和情歌的代表，成為許多情侶的婚禮進行曲的首選。
單曲主歌《SAY YES》是同年富士系月九劇《101次求婚》的主題曲，粵語版本由蔡濟文主唱，2013年國語版由李代沫主唱。電視劇由武田鐵矢、淺野溫子主演，掀起了巨大的熱潮，劇中的台詞更成為當年的流行詞和社會現象。在電視劇的人氣帶動下，發行首週初動達50萬張，是當時初動銷量最高的單曲；次週銷量仍然達20萬張，並刷新了恰克與飛鳥當時的銷量紀錄。單曲佔據了Oricon公信榜單曲銷量榜冠軍的位置足足13個星期，是1990年之後佔據冠軍位置最長的單曲，史上第4位。1991年8月至10月的單曲銷量冠軍都是由其奪得。最終成為1991年年度單曲銷量第2位，屈居於小田和正的《Oh! Yeah!/愛情故事突然發生》。
在恰克與飛鳥為《101次求婚》演唱《SAY YES》之前，小田和正也在當年年初為另一部月九劇《東京愛情故事》演唱主題曲《愛情故事突然發生》。結果《愛情故事突然發生》成為1991年單曲銷量冠軍，而《SAY YES》則是亞軍。從此之後，「月九劇的主題曲必定會熱賣」似乎成為一條定律，許多歌手都爭著為月九劇獻唱。
《SAY YES》在Oricon公信榜在榜期間總銷量高達282.2萬，獲得了日本唱片協會的「兩百萬」認證，是當時日本歷代單曲銷量第3高。現時為日本歷代單曲銷量第7位，歷代第6位記錄於2016年被SMAP的《世界上唯一的花》所打破。

## 收錄曲目
1. SAY YES
（作詞、作曲：飛鳥涼；編曲：十川知司）
2. 告白
（作曲：CHAGE；編曲：十川知司）
3. SAY YES （Original Karaoke）
（作曲：飛鳥涼；編曲：十川知司）